# Bárbara Gilles
Bárbara Gilles (Lomas de Zamora, 5 de julio de 1984) es una compositora, cantante y pianista argentina. De formación académica (clásica), su música también abarca los géneros del rock, el pop, el blues y el jazz.

## Biografía

### Infancia
Bárbara comenzó sus estudios de piano a los 8 años. Su primer concierto de piano fue en 1996. Inmediatamente después de terminar el colegio secundario entró en el Conservatorio Julián Aguirre de Banfield, en la provincia de Buenos Aires.

### Carrera
En 2008 formó el Bárbara Gilles Favoriti Quartet con el que pudo desarrollar sus composiciones en formato de banda. Desde el nacimiento del proyecto hasta 2015, el grupo contó con la participación de varios integrantes, siendo los músicos más estables Juan Martín Pousa, en guitarra, Agustín Alonso, en batería y Lisandro Luis Seppia, en bajo. Luego de la presentación del disco Carpe Diem (2012), Bárbara lanzó el videoclip homónimo.
Varias canciones de Bárbara han sido seleccionadas durante años consecutivos como lo mejor del año en el podcast de música indie The Next Big Thing. Colaboró en el disco del músico austríaco Richard Kapp. Compartió escenarios con referentes de la música independiente nacional como Pablo Grinjot, Vaqueros Paganos, Paula Maffía, Ciclotímica, Señorita Carolina. Fue seleccionada para versionar a Litto Nebbia en el tributo under "A Nuestro Aire" del sello Big-Making.
En 2015, junto a Martina Vior, organizó el evento conmemorativo de los 10 años del festival Cancionera, un recital creado en Rosario con el fin de difundir la música de artistas independientes mujeres.

## Discografía

### Como solista
- 2005: Demo
- 2018: Nenúfares (Simple)
- 2019: Dijes del tiempo (EP)
- 2020: Tesina

### Bárbara Gilles Favoriti Quartet
- 2009: Bárbara Gilles Favoriti Quartet
- 2012: Carpe Diem